# Naar het licht (Froukje)
Naar het licht is een lied van de Nederlandse zangeres Froukje. Het werd in 2023 als single uitgebracht en stond in 2024 als veertiende track op het album Noodzakelijk verdriet.

## Achtergrond
Naar het licht is geschreven door Froukje Veenstra en geproduceerd door Froukje, Jens van der Meij en David van Dijk. Het is een lied uit de genres nederpop, alternatieve pop en electropop. In het lied zingt Froukje over de verschillende moeilijke gedachtes die zij als twintiger in de 21e eeuw heeft. Het is een lied dat lijkt op eerdere nummers van de zangeres; teksten met een diepere betekenis op een dansbare beat. Op de B-kant van de single staat het lied Als ik God was, dat eerder in 2023 al als eigen single was uitgebracht.

## Hitnoteringen
De zangeres had succes met het lied in de hitlijsten van Nederland. Het stond op de 93e plaats van de Nederlandse Single Top 100 in de enige week dat het in deze hitlijst te vinden was. De Nederlandse Top 40 werd niet bereikt; het kwam hier tot de twintigste plaats van de Tipparade.